# Le Cri de Tarzan (film)
Pour plus de détails, voir Fiche technique et Distribution.
Le Cri de Tarzan est un film français réalisé par Thomas Bardinet et sorti en 1996.

## Synopsis
Un jeune Bordelais de bonne famille effectuant son service militaire trompe sa petite amie.

## Fiche technique
- Titre : Le Cri de Tarzan
- Réalisation :	Thomas Bardinet
- Scénario : Thomas Bardinet
- Photographie : Matthieu Poirot-Delpech
- Costumes : Malika Bennis
- Décors : Pierre Coudeneau
- Son : François Maurel
- Montage : Dominik Moll
- Musique : Dick Annegarn
- Production : Sérénade Productions
- Pays :  France
- Durée : 112 minutes
- Date de sortie : France - 6 mars 1996

## Distribution
- Hamida Bedjaoui : Saliha
- Bernard Blancan : le journaliste
- Yohann Costedoat : Rémi
- Olivier Descargues : Jean
- Martine Erhel : la mère de Frédéric
- Julien Haurant : Frédéric
- Marie Vialle : Lucie
- Jeanne Videau : Agnès
- Daniel Martinez : le père de Frédéric